# Karl Fenkl

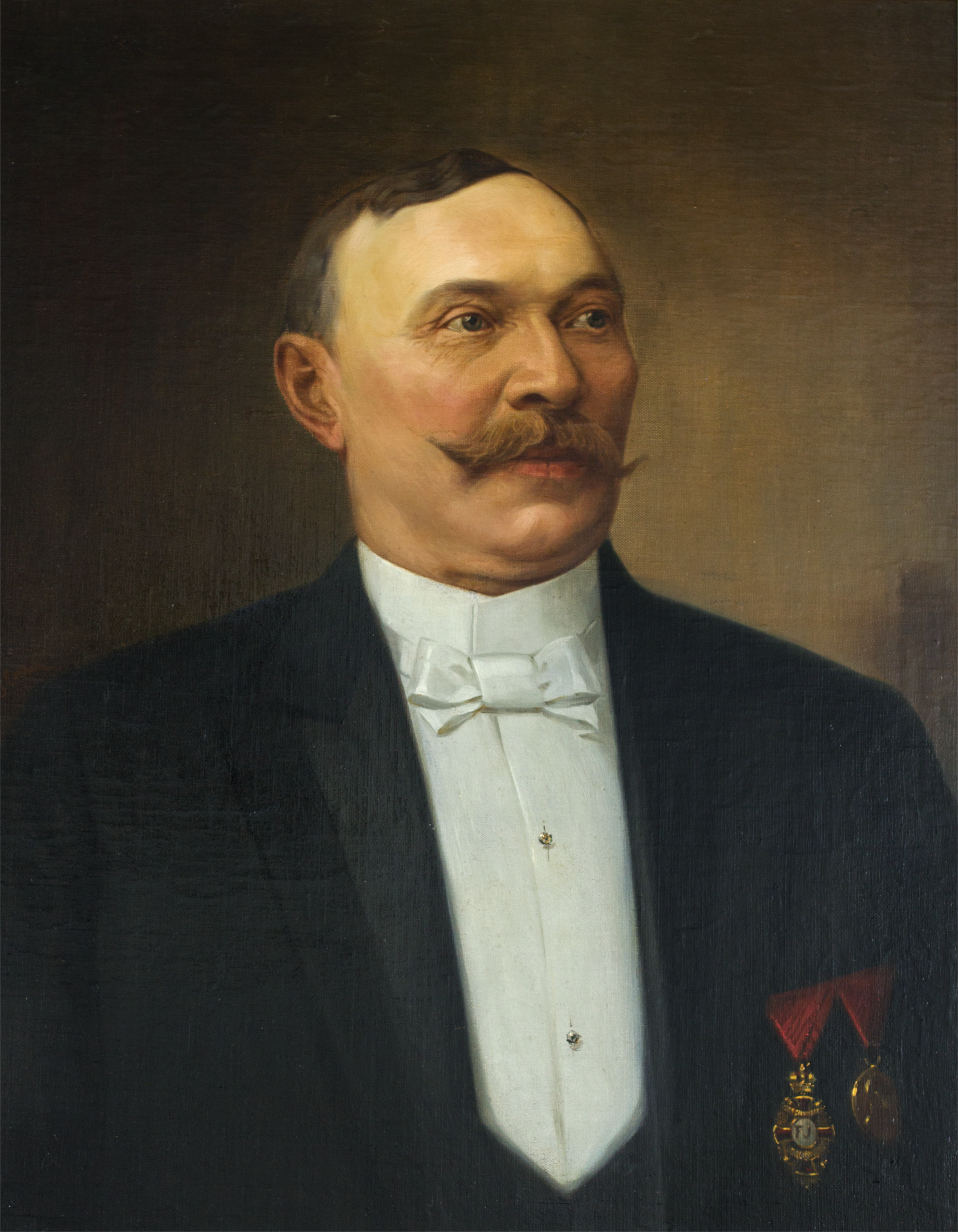
Bürgermeister Karl Fenkl (1901)

Karl Fenkl (* 25. Juli 1848 in Oberneugrün bei Falkenau an der Eger; † 18. August 1920 in Chodau, Tschechoslowakei) war ein deutschböhmischer Kaufmann, Kommunalpolitiker und Mäzen.

## Leben und Wirken

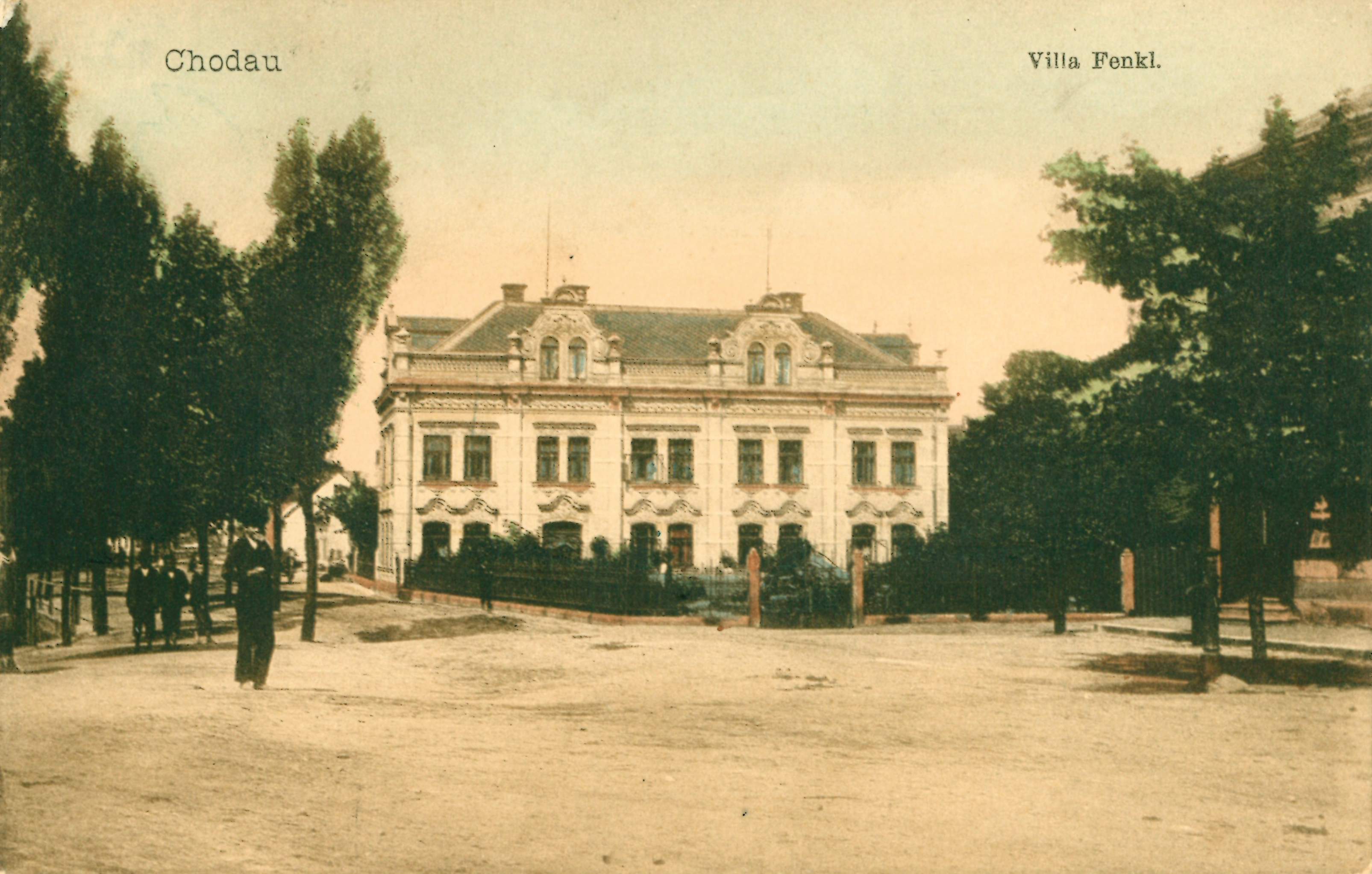
Villa Fenkl in Chodau

Nach Schulabschluss und Lehre war Fenkl ursprünglich als Modellbauer in der Porzellanfabrik Haas & Czjzek tätig, bevor er sich in den 1880er Jahren selbstständig machte. Das Porzellanunternehmen Richter, Fenkl und Hahn, in dem er arbeitete, wurde von ihm 1883 mitbegründet. Es hieß vorübergehend Fenkl & Langer, kehrte aber später zu seinem ursprünglichen Namen zurück. 
Als Chodau bei Karlsbad 1892 zur Stadt erhoben wurde, wurde Fenkl erster Bürgermeister. Die Fabrik, die ihre Produkte als RFH bezeichnet, hatte in ihrer Blütezeit achthundertfünfzig Mitarbeiter. Ihr Bestehen endete kurz nach dem Ende des Zweiten Weltkrieges 1947/48, als es an Arbeitskräften mangelte und die einzelnen Porzellanmanufakturen in Stadt und dem Umland von Chodau zusammengelegt werden mussten. 
1901 war Fenkl in den Ruhestand getreten, blieb aber in Chodau aktiv, brachte sich weiter in das gesellschaftliche Leben der Stadt ein und förderte es großzügig. 1905 ließ er auf eigene Kosten ein neues Buntglasfenster in der St.-Lorenz-Kirche in Chodau anfertigen. 
Am Ende seines Lebens übergab er seinen Betrieb seinem gleichnamigen Sohn. Er starb nach schwerer Krankheit am 18. August 1920 in seiner Villa in Chodau und wurde in der Familiengruft auf dem städtischen Friedhof beigesetzt.

## Ehrungen
Von 1893 bis 1920 war die heutige Sadová-Straße in Chodov nach Karl Fenkl benannt.
1901 wurde er zum Ehrenbürger von Chodau ernannt. Er erhielt das Ritterkreuz des Franz-Joseph-Ordens.